# پناهعلی‌خان جوانشیر
پناهعلی‌خان جوانشیر مؤسس و نخستین حاکم شهر شوشی از طرف امپراتوری صفویه بود. فرزند وی ابراهیم خلیل خان جوانشیر است که حاکم شوشی و قره‌باغ بود و حاضر به اطاعت از آقامحمدخان نگشت و مدت‌ها حکومت خانات قره باغ را برعهده داشت و به‌آبادی آن‌جا توجه بسیاری داشت به دانشمندان ارج می‌نهاد. در دربار وی دانشمندان زیادی حضور داشتند. ارگ شاهبولاغ متعلق به اوست.